# 卡爾卡拉
卡尔卡拉，是马耳他港口地区的市镇及村庄。市镇面积为1.8平方公里，2014年3月时有人口3,014人。
该村名字出自拉丁语的“石灰”，人们认为该地自罗马时期以来就一直存在有一处石灰窑。卡尔卡拉也是内港区的一部分，毗邻卡尔卡拉谷。